# صوفی احمد (دزفول)
صوفی احمد روستایی است که در شمال شهرستان دزفول در استان خوزستان در منطقه‌ای به نام شهیون قرار دارد. این روستا در دره ای به نام محلی بوسونک و در مجاورت رود دز واقع شده است.